# Justinus Harjosusanto

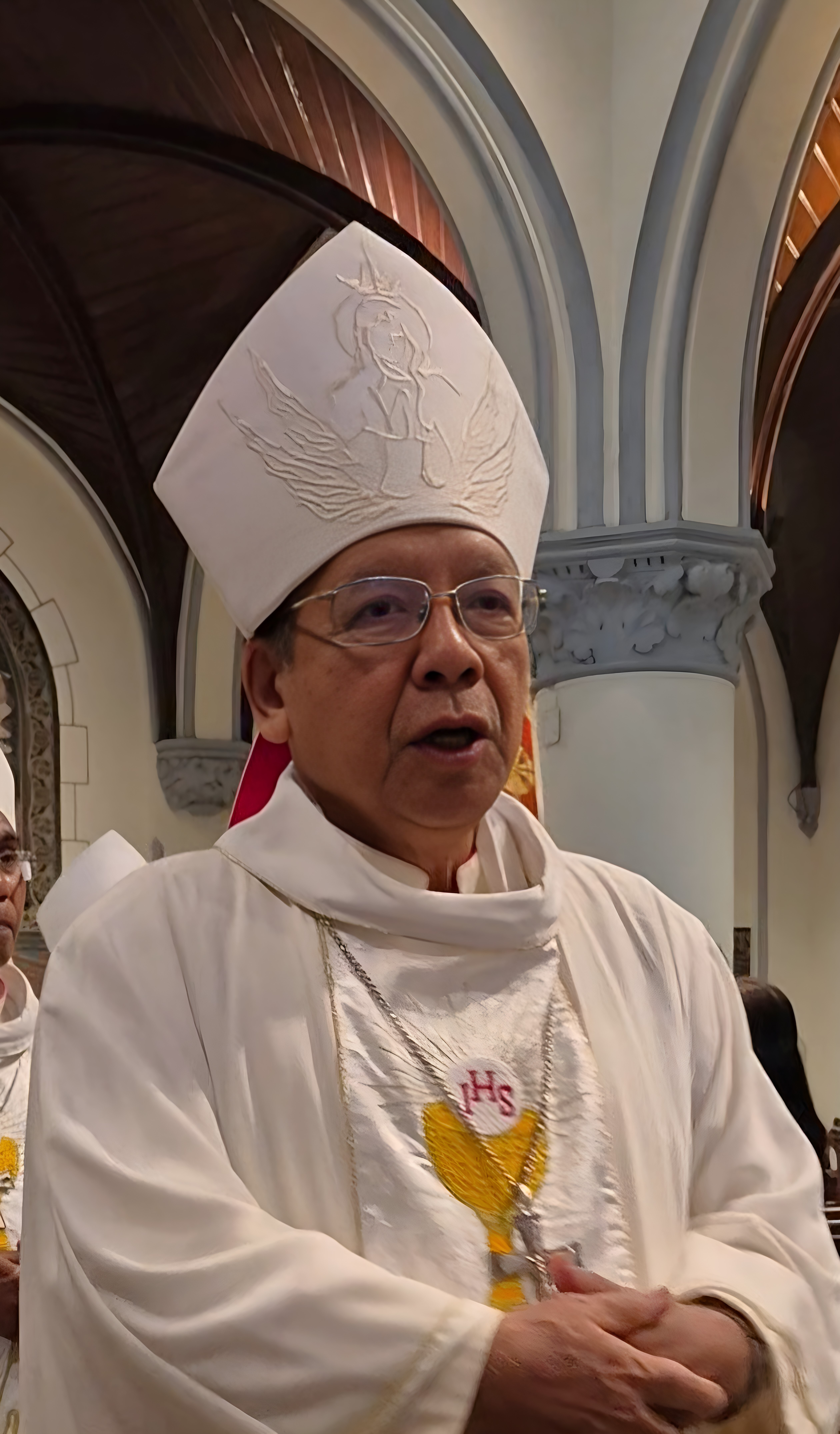
Justinus Harjosusanto

Justinus Harjosusanto MSF (* 5. September 1953 in Muntilan) ist ein indonesischer Ordensgeistlicher und römisch-katholischer Erzbischof von Samarinda.

## Leben
Justinus Harjosusanto trat der Ordensgemeinschaft der Missionare von der Heiligen Familie bei und empfing am 6. Januar 1982 die Priesterweihe.
Papst Johannes Paul II. ernannte ihn am 9. Januar 2002 zum ersten Bischof des mit gleichem Datum errichteten Bistums Tanjung Selor. Der Militärbischof von Indonesien und Erzbischof von Jakarta, Julius Riyadi Kardinal Darmaatmadja SJ, spendete ihm am 14. April desselben Jahres die Bischofsweihe; Mitkonsekratoren waren Hieronymus Herculanus Bumbun OFMCap, Erzbischof von Pontianak, und Florentinus Sului Hajang Hau MSF, Bischof von Samarinda.
Papst Franziskus ernannte ihn am 16. Februar 2015 zum Erzbischof von Samarinda.